# بورت أوديو
بورت'اوديو ( بالإنجلزية : PortAudio ) هي مكتبة برمجيات مفتوحة المصدر لتشغيل الصوت والتسجيل. و هي مكتبة متعدد المنصات ، لهذا يمكن استخدامها على العديد من أنظمة تشغيل الكمبيوتر، بما فيها ويندوز، ماك OS X و لينكس. يدعم Core Audio ، ALSA، MME، دايركت، ASIO و WASAPI على ويندوز. مثل المكتبات التي تعتبر قابلية المحمولية هذف أساسي، صنعت مكتبة بورت'اوديو بلغة البرمجة سي . كما تم توفيرها في عدة لغات مثل بور'بازيك - PureBasic لازاروس / فري باسكال . ويستند بنية بورت'اوديو - PortAudio على النموذج الفكري، على غرار جاك - JACK و ASIO.
بورت'اوديو هو جزء من مشروع بورت'موزيك- PortMusic، الذي يهدف إلى توفير مجموعة من المكتبات مستقلة عن النظام لبرامج الموسيقى. يستخدم محرر الصوت الحر أوداسيتي مكتبة بورت'اوديو، كذلك يستعمل JAC المكتبة على منصة ويندوز.

## روابط خارجية
- بورت اوديو على موقع Open Hub (الإنجليزية)